# Johannes Ciconia
Johannes Ciconia (Luik?, omstreeks 1370 - Padua?, tussen 10 juni en 12 juli 1412) was een componist en muziektheoreticus uit het prinsbisdom Luik.

## Leven
Johannes Ciconia werd vroeger verward met zijn gelijknamige vader, die in 1335 in Luik werd geboren. De werken die aan de componist kunnen worden toegeschreven dateren echter waarschijnlijk alle van na 1390.

### Een geestelijke en wereldlijke vader
Een zekere Johannes Ciconia, waarschijnlijk de vader van de componist, werkte in Avignon in 1350 als secretaris voor de vrouw van de neef (oomzegger) van paus Clemens VI. In 1358 vestigde deze Johannes Ciconia zich in Italië, in Padua. Tijdens zijn verblijf in dat land, vergezelde hij kardinaal Gil Alvarez De Albornoz, bij wie hij als adjunct in dienst was, tijdens zijn reizen. Zo kwam hij in contact met alle plaatselijke muzikale stijlen van het Trecento (de 14e eeuw) en verwerkte hij alles wat hij hoorde in zijn eigen composities. In 1372 keerde hij naar Luik terug, waar hij voor onbepaalde tijd is gebleven. Ofschoon hij ongehuwd zou zijn gebleven, heeft hij er het vaderschap op zich genomen van een gezin. Hij was er ook seculiere kanunnik aan de Sint-Jan-de-Evangelistkerk (evenals Johannes de Limburgia enkele decennia later).

### Johannes Ciconia de bastaard
Een tweede muzikant met de naam Johannes Ciconia, verschijnt in de registers van de stad Luik in 1385 als een duodenus, gewoonlijk een jong iemand, en dus waarschijnlijk de componist zelf. Ciconia werd vermoedelijk als koorknaap muzikaal gevormd aan de Luikse kapittelkerk van Sint-Jan-de-Evangelist. In de pauselijke archieven is een brief aangetroffen van april 1391 van paus Bonifatius IX waarin Ciconia wordt omschreven als clericus en defectu natalium de presbitera natus (de bastaardzoon van een priester). Hij dient er als clericus capelle kardinaal Philippe d’Alençon, die Noord-Europa doorreisde als pauselijk gezant. Nochtans zou Ciconia zelf toen in Rome hebben verbleven; met name schijnt zijn verblijf aan de basiliek van Santa Maria in Trastevere gedocumenteerd. Mogelijk bleef hij in Rome tot aan de dood van zijn beschermheer in 1397 of zelfs later. Voor een langer verblijf in Rome pleiten een aantal argumenten; onder meer Ciconia’s getropeerde Gloria 'Suscipe Trinitas', waarschijnlijk gecomponeerd als ondersteuning van Philippe d’Alençons acties om een einde te maken aan het Kerkelijke Schisma van 1396-1397. Wellicht zou een verblijf in Rome ook de wederzijdse beïnvloeding kunnen verklaren tussen Ciconia en de Romeinse componist Antonio Zacara da Teramo, die vooral opvalt in de eerste van Ciconia’s gepaarde Gloria/Credo-misdelen, waar de invloed van Zacara’s Gloria 'Micinella' en diens Credo 'Cursor' valt te bespeuren, en in een aantal van hun liederen die soortgelijke contrapuntische en declamatorische technieken aanwenden.
Wat er ook van zij, in 1391 heeft Ciconia al een pauselijke dispensatie verkregen waarmee zijn zondige geboorte hem wordt kwijtgescholden én is hem een prebende aan de Heilig-Kruiskerk in Luik beloofd. Er wordt hem dan toegestaan een kerkelijke loopbaan aan te vatten. De paus wil hem de toestemming verlenen toekomstige prebenden te houden, zelfs in kerken waaraan zijn vader prebenden onttrekt. Dat met de pauselijke dispensatie het recht wordt verleend niet langer de onwettige geboorte te moeten vermelden, verklaart waarom in de latere Paduaanse documenten daarvan ook geen gewag wordt gemaakt. In twee documenten, van 1401 en 1405, vernoemt Johannes Ciconia zijn Luikse vader, maar in de documenten wordt naar de kerkelijke status van zijn vader niet verwezen. Wanneer Ciconia precies naar Padua is verhuisd, is niet bekend. Een tijdelijk verblijf in Pavia wordt voorgestaan door de muziekwetenschappers Di Bacco en Nádas; hij zou daar verbonden zijn geweest aan het hof van Giangaleazzo Visconti. Wel schijnt vast te staan dat hij uiterlijk in 1401 in Padua verbleef. Er worden hem verschillende prebenden aan kerken in Padua en de omgeving toegekend door Francesco Zabarella, de aartspriester van de kathedraal. Voor hem componeert Ciconia twee bijzondere motetten: Doctorum principem en Ut te per omnes celitus. Aan de kathedraal werd hij uiterlijk vanaf april 1403 cantor et custos en hij bleef die functie wellicht tot aan zijn dood behouden.

## Muziek
Een opvallend kenmerk van Ciconia’s muziek is stijlvermenging. Typerend Noord-Italiaanse muziek, zoals het madrigaal Una panthera, combineert hij met de Franse Ars nova. De meer complexe Ars Subtilior-stijl wordt aangetroffen in één bewaard gebleven werk, Sus un fontayne, en de late middeleeuwse stijl krijgt gestalte in composities die verwijzen naar het melodische patroon van de muziek van de renaissance, bijvoorbeeld in O rosa bella. Ciconia schreef zowel geestelijke als wereldlijke muziek: Franse virelaix, Italiaanse ballate en madrigalen, geestelijke motetten (onder meer vier isoritmische en een drietal dat daartoe neigt) en misdelen. Een heden ten dage nog erg populair werk is de aan Ciconia toegeschreven proportiecanon.
Ciconia schreef ook drie muziektheoretische traktaten. Daarvan zijn enkel Nova musica en De proportionibus bewaard gebleven. Het is echter niet uitgesloten dat sommige hem toegeschreven traktaten niet van zijn hand zijn.

## Waardering
Ciconia wordt gezien als een van de voornaamste componisten uit de Ars Subtilior; hij combineert de late Franse Ars nova met de Italiaanse stijl van de 14e eeuw en vormt de overgang naar de muzikaal en compositorisch meer ontwikkelde periode van de polyfonie. Zijn muziek bleef nog invloedrijk tot diep in de 15e eeuw.
- Bibsys: 90780327
- Biblioteca Nacional de España: XX1774175
- Bibliothèque nationale de France: cb13892512p (data)
- Gemeinsame Normdatei: 119017857
- International Standard Name Identifier: 0000 0001 1862 4303
- Library of Congress Control Number: n82101117
- Nationale Bibliotheek van Letland: 000047866
- MusicBrainz: 41dc139a-6de0-451d-8b27-3f6595227b80
- Nationale Bibliotheek van Tsjechië: ola2002159292
- Nationale bibliotheek van Australië: 35072666
- Nationale Bibliotheek van Israël: 987007283665005171
- Nationale Bibliotheek van Polen: a0000002700716
- Nederlandse Thesaurus van Auteursnamen: 074918923
- Réseau des bibliothèques de Suisse occidentale: 02-A003107383
- Istituto Centrale per il Catalogo Unico: MUSV016218
- LIBRIS: 271784
- Système universitaire de documentation: 077855280
- Trove: 818396
- Virtual International Authority File: 249200589
- WorldCat: E39PBJyRBVwB69VwMW3KcBBkjC